# 6637 Inoue
A 6637 Inoue (ideiglenes jelöléssel 1988 XZ) a Naprendszer kisbolygóövében található aszteroida. Kin Endate és Vatanabe Kazuró fedezte fel 1988. december 3-án.